# Canary Black
Canary Black è un film del 2024 diretto da Pierre Morel.

## Trama
L'agente della CIA Avery Graves dovrà salvare suo marito rapito mentre viene ricattata dai terroristi.

## Distribuzione
Il film è stato distribuito sulla piattaforma streaming on demand Prime Video dal 24 ottobre 2024.